# 波拉尼 (阿富汗)

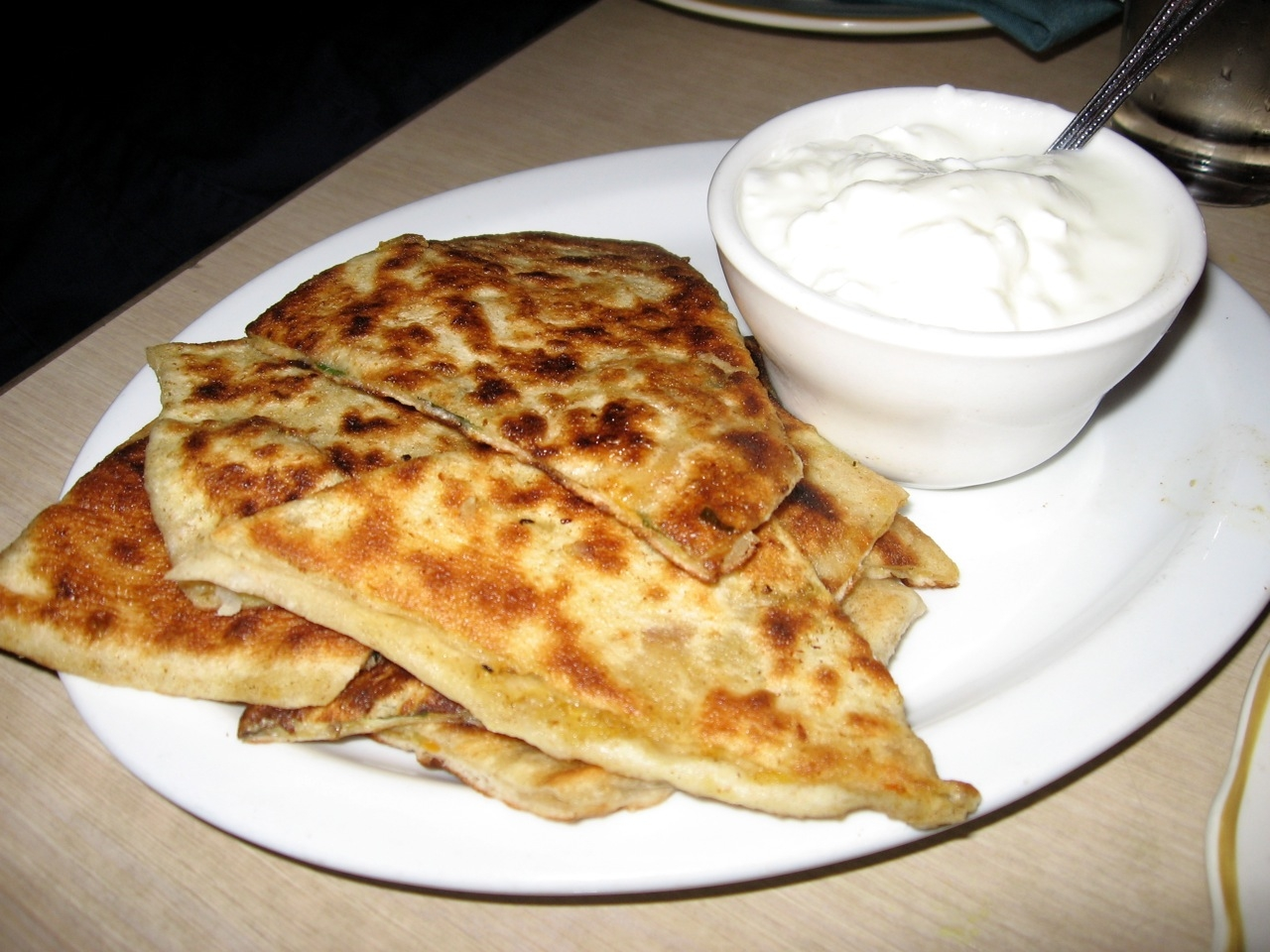
波拉尼阿富汗面包

波拉尼，是阿富汗一種素麵包，塞入馬鈴薯，菠菜，扁豆，南瓜，或韭菜等各種餡料，用火烤或煎，配乳酩食用。
這種麵包通常在特殊場合，例如生日聚會，訂婚派對或節日製作。